# Catoria viridis
Catoria viridis är en fjärilsart som beskrevs av Turner 1906. Catoria viridis ingår i släktet Catoria och familjen mätare. Inga underarter finns listade i Catalogue of Life.